# Carbanak
A Carbanak APT-típusú kártevő, ami pénzintézeteket támadott, és amit 2014-ben fedezett fel a Kaspersky, amely elmondta, hogy arra használták, hogy bankoktól csaljanak ki pénzt. A Windows-kártevőről úgy hírlett, hogy adathalász e-maileken keresztül érte el céljait. A támadásért felelős FIN7 hackercsoport több mint 900 millió dollárt lopott el összesen, nemcsak bankoktól, hanem magánszemélyektől is.
A Kaspersky szerint eredeti célpontjaik Oroszországban, majd az Amerikai Egyesült Államokban, Németországban, Kínában és Ukrajnában lettek volna. Egy bank 7,3 millió dollárt veszített el, mert az ATM-jei úgy voltak programozva, hogy néha csak úgy kiadja a pénzt, hogy a bűnszervezet emberei összeszedjék, míg egy tőle független cégtől 10 millió dollárt vettek el az online platformján keresztül.

## Története
Az értesülések szerint a bűnözők trójai programokkal törtek be a bankok felhasználói fiókjaiba, megszerezték a bankok térfigyelő kameráihoz és az alkalmazottak rendszergazdai fiókjaihoz a hozzáférést, és így a bankautomatákat úgy tudták átprogramozni, hogy kívánságuk szerint nagyobb címletű bankjegyeket adjanak ki, mint amit a szoftver regisztrált. A Carbanak először 2013 telén jelent meg Kijevben. A Kaspersky szakértői az eset után nyomoztak, és február 16-án közleményt adtak ki. Az Europol, az FBI és spanyol, román, fehérorosz és tajvani rendőrségek általi nyomozások után 2018 márciusában egy embert Alicantéban elfogtak, három további letartóztatást 2018 augusztusában hirdettek ki.

## További, a Carbanakkal összefüggésbe hozott támadások

### Információkereskedelem
2014 decemberében az orosz Group-IB és a holland Fox-IT felfedeztek egy kiberbűnözői csoportot, amely bankok koordinátáit szerezte meg Microsoft Office-dokumentumokban terjesztett kártevők által. A két cég a csoportot Anunaknak nevezte el. A Fox-IT igazgatója, Andy Chandler az Anunakot és a Carbanakot egynek és ugyanannak tekintette. Ezt egyesek, mint például Brian Krebs vitatják. Az Anunak és a Carbanak működési módszere jelentős különbségeket mutat. Az Anunak a lopott információkat később eladta, míg a Carbanak a pénzintézeteket támadta. Az Anunak nem követett el gyanús tranzakciókat, de eladta az ellopott személyes adatokat.

### Szállodák
2016 novemberében a Trustwave azonosított egy kártevőt, melyről azt gyanították, hogy a szállodák informatikai hálózatát támadják, majd megszerzi a banki adatokat, és a fizetőterminálokat veszélyeztette. Az azonosítókat később eladták vagy internetes vásárlásra használták. E támadást a Carbanakkal hozták összefüggésbe, különösen mert számos hasonlóságot mutatott a bűnszervezet által 2013-ban használt fájlokkal. De mikor a szervezetet 2015 júniusában leleplezték, ennek az új támadásnak a kifinomultsága a Trustwave számára lehetővé tette, hogy ezt a nyomot kövesse.

## Viták
Néhány vita támadt a Carbanak-támadások körül, ugyanis néhány hónappal korábban az orosz Group-IB és a holland Fox-IT is leírták a kártevőt, akik Anunaknak nevezték. Az Anunak-jelentés sokkal kisebb veszteségekről szól, és a Fox-IT közleménye szerint, amit a The New York Times-cikk kiadása után közöltek, az Oroszországon kívüli bankokat ért sérelmek nem egyeztek a kutatásaikkal. Az orosz Kommerszant interjújában a Kaspersky és a Group-IB állításai közti eltérésekre is fény derült, mivel a Group-IB kijelentette, hogy egyetlen Ukrajnán és Oroszországon kívüli bank se volt érintett, és az azon a régión kívüli támadások főként a Point of Sale rendszereket érintették.
A Reuters kiadott egy beszámolót, amiben az FBI és az amerikai titkosszolgálat által kiadott hivatalos figyelmeztetésre hivatkozik, ahol kijelentették, hogy nem érkezett bejelentés arról, hogy a Carbanak érintette a pénzügyi szektort. Az amerikai bankok két meghatározó csoportja, az FS-ISAC (Financial Services Information Sharing and Analysis Center) és az ABA (American Bankers Association) a Bank Technology News interjújában szintén kijelentették, hogy amerikai bank nem érintett.

## Fordítás
- Ez a szócikk részben vagy egészben  a   Carbanak című angol Wikipédia-szócikk fordításán alapul.  Az eredeti cikk szerkesztőit annak laptörténete sorolja fel. Ez a jelzés csupán a megfogalmazás eredetét és a szerzői jogokat jelzi, nem szolgál a cikkben szereplő információk forrásmegjelöléseként.
- Ez a szócikk részben vagy egészben  a   Carbanak című német Wikipédia-szócikk fordításán alapul.  Az eredeti cikk szerkesztőit annak laptörténete sorolja fel. Ez a jelzés csupán a megfogalmazás eredetét és a szerzői jogokat jelzi, nem szolgál a cikkben szereplő információk forrásmegjelöléseként.
- Ez a szócikk részben vagy egészben  a   Carbanak című francia Wikipédia-szócikk fordításán alapul.  Az eredeti cikk szerkesztőit annak laptörténete sorolja fel. Ez a jelzés csupán a megfogalmazás eredetét és a szerzői jogokat jelzi, nem szolgál a cikkben szereplő információk forrásmegjelöléseként.